# Барселона (футбольный клуб, Санто-Доминго)
«Клуб Барселона Атлетико» — футбольный клуб из Доминиканской Республики. Выступает в Высшей лиге.

## История
Клуб был основан в 1989 году испанцем Анхелем Балиньо и изначально носил название «Сан-Кристобаль Банкредикард». В 2003 году принял своё современное имя.

## Достижения
- Чемпион Доминиканской Республики по футболу (5): 1991, 1992, 1994, 2007, 2017